# Marvin Cohen
Marvin L. Cohen (Montreal, 3 de março de 1935) é um físico estadunidense nascido no Canadá.
Participou da 24ª Conferência de Solvay, em 2008.

## Obras
- Looking back and ahead in condensed matter physics, Physics Today Juni 2006
- "Novel materials from theory" Nature Bd.338, 1989, S.291
- "Predicting new solids and superconductors" Science, Bd. 234, 1986, S.549
- mit Volker Heine, Phillips „Quantum mechanics of materials“, Scientific American Juni 1982